# SMS Gefion
O SMS Gefion foi um cruzador desprotegido operado pela Marinha Imperial Alemã, a última embarcação de seu tipo construída pela Alemanha. Sua construção começou em março de 1892 nos estaleiros da Schichau-Werke em Danzig e foi lançado ao mar em março do ano seguinte, sendo comissionado na frota alemã em outubro de 1895. Era armado com uma bateria principal composta por dez canhões de 105 milímetros em montagens individuais, tinha um deslocamento carregado de pouco mais de quatro mil toneladas e alcançava uma velocidade máxima de dezenove nós.
O Gefion foi projetado para serviço colonial, mas inicialmente atuou com a principal frota alemã, muitas vezes escoltando o iate imperial SMY Hohenzollern em viagens pela Europa. Foi enviado para a Esquadra do Sudeste Asiático no final de 1897 e três anos depois ajudou a subjugar o Levante dos Boxers na China. Voltou para casa em 1901 e foi modernizado, mas nunca mais retornou ao serviço, sendo usado como alojamento flutuante na Primeira Guerra Mundial. Foi convertido em um cargueiro em 1920 e renomeado para Adolf Sommerfeld, mas foi aposentado em 1923 e desmontado.

## Antecedentes

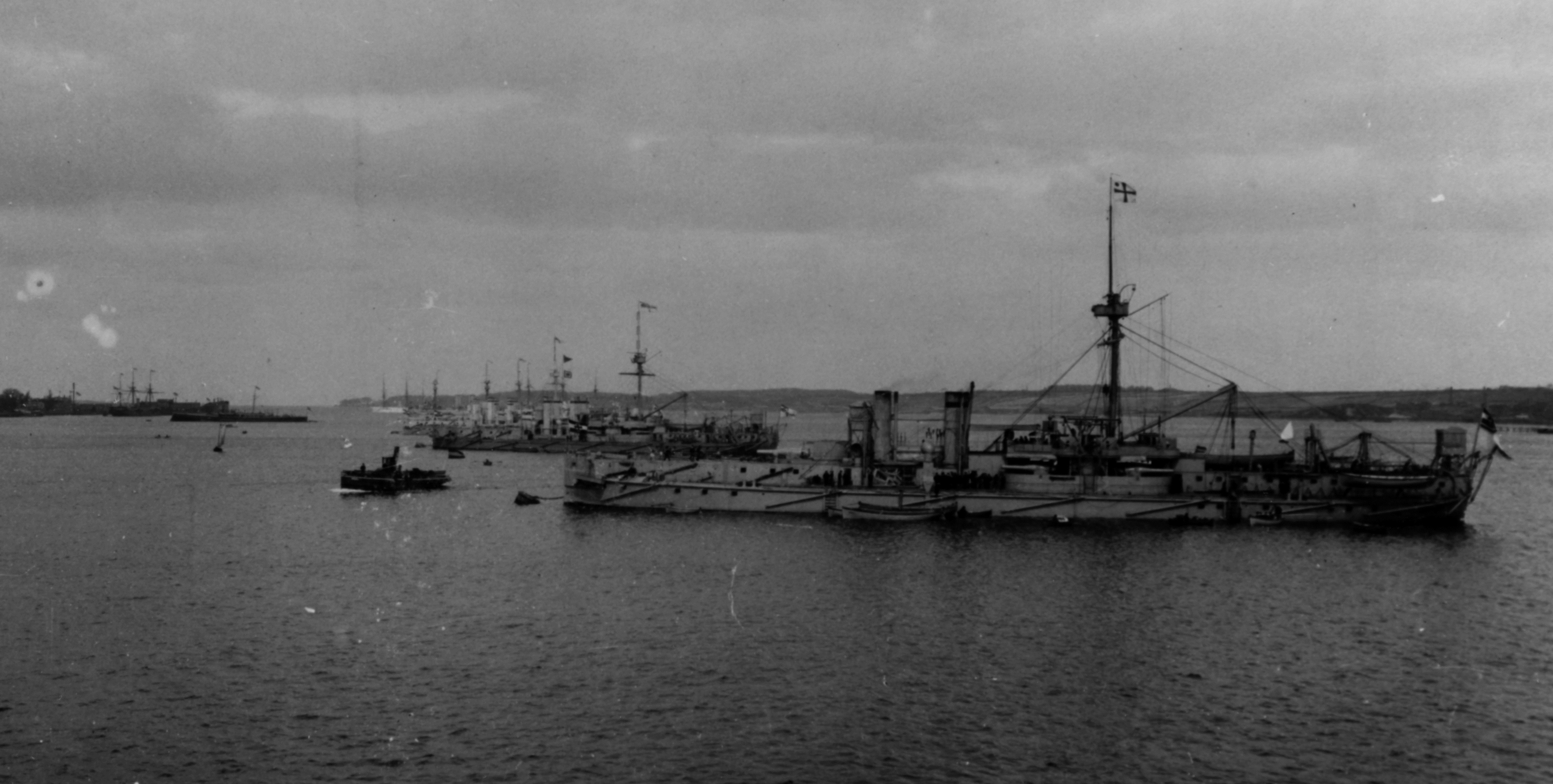
Navios alemães em Kiel c. 1896; visíveis estão ironclads da Classe Sachsen, um aviso da Classe Wacht e uma corveta da Classe Bismarck

A Marinha Imperial Alemã começou em meados da década de 1880 um programa para modernizar seus cruzadores, começando com os cruzadores protegidos da Classe Irene, seguida pelos cruzadores desprotegidos da Classe Schwalbe e pelo cruzador protegido SMS Kaiserin Augusta. Os almirantes Alexander von Monts e Friedrich von Hollmann se tornaram em 1888 os chefes do Almirantado Imperial e do Escritório Naval Imperial, respectivamente. A construção naval alemã na época estava marcada por uma confusão estratégica; a Marinha Imperial estava ao mesmo tempo construindo os couraçados da Classe Brandenburg, necessários para uma estratégia ofensiva, e também navios de defesa de costa da Classe Siegfried e Classe Odin, que indicavam uma orientação inerentemente defensiva para a frota. Na mesma época, muitos membros do comando naval defendiam a estratégia corsária da Jeune École francesa.
Hollmann enviou um memorando para a Dieta Imperial pedindo dinheiro para um novo programa de construção. Ele pedia por sete novos cruzadores pelos três anos seguintes com o objetivo de substituir as antigas corvetas que ainda formavam a maior parte da força de cruzadores. Hollmann argumentou que as corvetas não eram mais adequadas como navios de guerra por conta da proliferação de cruzadores protegidos e desprotegidos modernos em até mesmo em marinhas pequenas ao redor do mundo, mais avanços em motores a vapor que impulsionavam navios mercantes para velocidades que não poderiam ser alcançadas pelas corvetas. O conselho orçamentário da Dieta Imperial criticou aquilo que enxergava como exigências sem limites da Marinha Imperial. A Dieta Imperial autorizou apenas dois cruzadores para o ano fiscal de 1890 e 1891, contra os três pedidos por Hollmann, com eles recebendo as designações provisórias de "J" e "K".
Cruzadores na época eram divididos em dois tipos gerais: embarcações adequadas para navegarem por longas distâncias e aquelas otimizadas para serviço com a frota. A Alemanha carecia dos recursos financeiros para construir navios dedicados para cada função, então a Marinha Imperial foi forçada a construir cruzadores que desempenhassem ambas as funções. Qualquer cruzador novo teria de ser capaz de patrulhar o império colonial alemão e atuar como batedor para a frota principal. A primeira função envolvia policiar as posses alemãs e subjugar agitações durante tempos de paz, enquanto em tempos de guerra o cruzador atuaria como corsário. Estas tarefas exigiam grande autonomia e um armamento relativamente pesado. Cruzadores otimizados para serviço com a frota em vez disso precisavam de velocidades máximas elevadas e blindagem espessa para sobreviverem a batalhas. O comando naval alemão e sua equipe de projeto não apenas tinham que conciliar o pensamento estratégico confuso da época com a necessidade de combinar os dois tipos de cruzadores em uma única embarcação, mas também tinham que lidar com o ritmo acelerado do desenvolvimento das tecnologias navais.

## Desenvolvimento
Oficiais navais, com o orçamento para iniciar os trabalhos garantido, começaram em 1889 a esboçar os requerimentos para o novo projeto. O vice-almirante barão Max von der Goltz, o chefe do Alto Comando Naval Imperial, queria uma repetição do Kaiserin Augusta com alguns melhoramentos, incluindo um armamento de canhões calibre 35 de 149 milímetros. O capitão de mar August von Thomsen do Departamento Geral expressou preocupações que essas armas eram muito pesadas. Uma autonomia de nove mil milhas náuticas (dezessete mil quilômetros) era desejada, mas o Departamento de Construção informou que o navio precisaria ser ampliado para que houvesse espaço de armazenamento de carvão suficiente. Entretanto, como a Dieta Imperial era contra quaisquer aumentos orçamentários, assim uma embarcação maior e mais cara estava fora de questão.
Discussões sobre o tamanho dos canhões da bateria principal continuaram em 1890, com Goltz destacando os cruzadores franceses contemporâneos para justificar o uso de um armamento mais pesado, já que essas embarcações seriam os inimigos mais prováveis em caso de uma guerra no futuro. A arma de 149 milímetros era necessária para penetrar a blindagem espessa dos novos cruzadores blindados franceses Dupuy de Lôme e Amiral Charner. Alfred Dietrich, o chefe construtor alemão, afirmou que a bateria desejada de canhões de 149 milímetros exigiria um deslocamento maior que seis mil toneladas, um aumentou significativo de tamanho e custo em relação ao Kaiserin Augusta. Outros oficiais, incluindo um grupo liderado por Thomsen, preferia um bateria principal de até vinte canhões do modelo calibre 35 de 105 milímetros. A Comissão Militar-Técnica finalmente decidiu em dezembro que a questão de peso exigia a arma de 105 milímetros, com seu chefe, o vice-almirante Hans von Koester, apresentando uma proposta para um navio armado com dez canhões desse tipo. Além disso, por conta da difícil situação orçamentária, o tamanho da embarcação foi reduzida de seis para 3,7 mil toneladas.
O Gefion foi classificado como um cruzador-corveta e autorizado no orçamento de 1890–1891, sendo nomeado em homenagem a uma fragata anterior homônima. O contrato para sua construção foi firmado no final de 1891 com a Schichau-Werke. Foi o último cruzador desprotegido alemão. Seu sucessor foram os cruzadores rápidos da Classe Gazelle necessários para o papel de navios pequenos para serviço estrangeiro. O Gefion mostrou-se insatisfatório devido às exigências de projeto contrastantes.

## Projeto

### Características

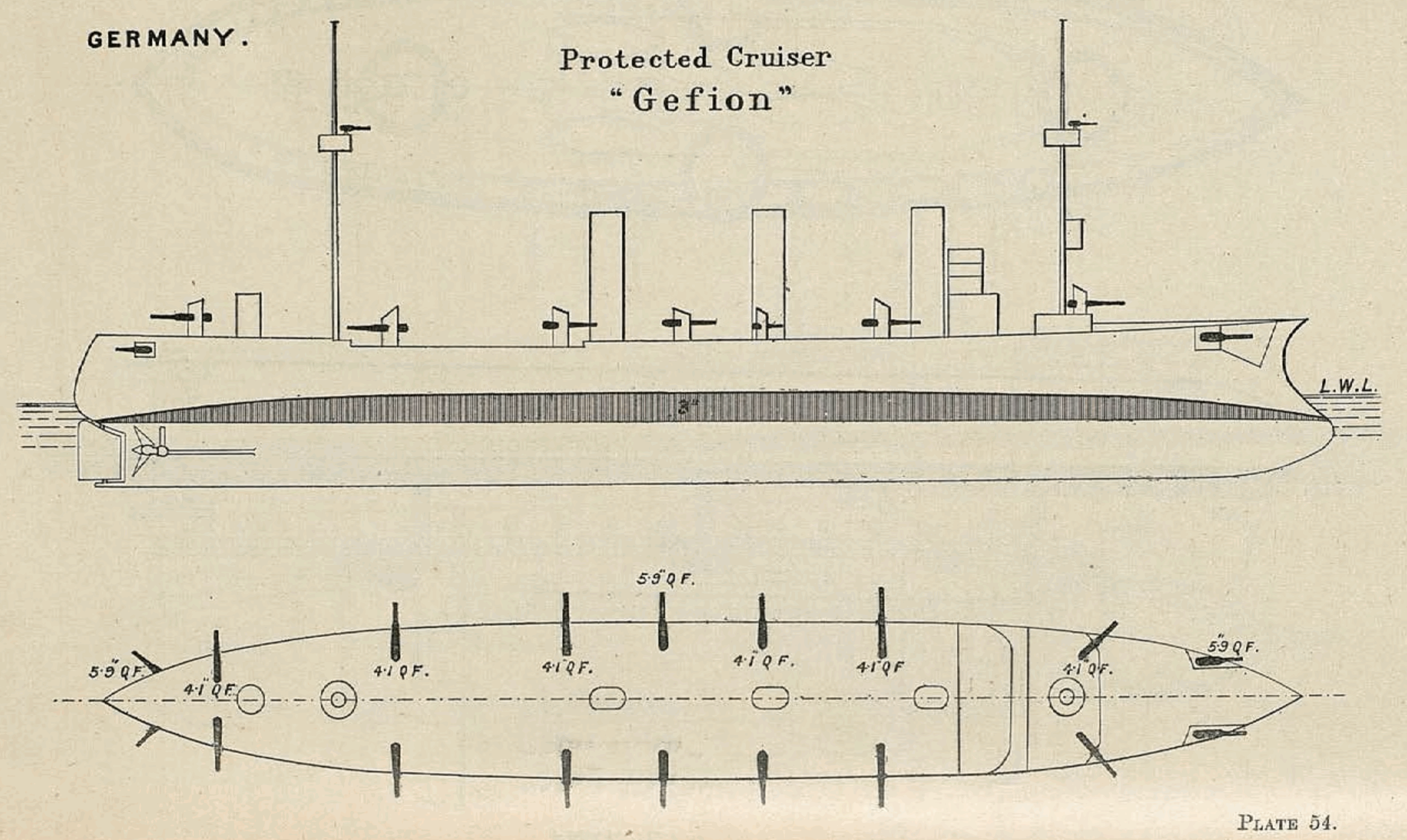
Desenho do Gefion

O Gefion tinha 109,2 metros de comprimento da linha de flutuação e 110,4 metros de comprimento de fora a fora. Tinha uma boca de 13,2 metros e um calado de 6,47 metros à vante e 6,27 metros à ré. Foi projetado para ter um deslocamento de 3 746 toneladas, mas seu deslocamento carregado chegava a 4 275 toneladas. O casco foi construído com armações de aço transversais e longitudinais, exceto pelas partes inferiores da proa e popa, que eram feitas de bronze. As armações eram cobertas com tábuas de madeira e uma camada de metal que se estendia até um metro acima da linha de flutuação com o objetivo de reduzir incrustações no casco.
Foi equipado com dois mastros de poste, cada um com gáveas que tinham o objetivo de ajudar na observação da artilharia. O navio tinha uma tripulação composta por treze oficiais e 289 marinheiros. Carregava várias embarcações menores, incluindo um barco de piquete, uma pinaça, dois cúteres, dois yawls e um bote. O Gefion era oscilante, balançava muito e tinha um abatimento sério, com seus conveses ficando muito molhados quando o navio navegava de encontro as ondas. Mesmo assim tinha uma boa manobrabilidade e um círculo de curva fechado. Sua altura metacêntrica era de 55 centímetros, com a direção sendo controlada por um único leme.
Seu sistema de propulsão era composto por dois motores verticais de tripla-expansão com três cilindros, cada um girando uma hélice de três lâminas com 4,2 metros de diâmetro. O vapor vinha de seis caldeiras duplas de tubos d'água transversais cilíndricas cuja exaustão era canalizada para três chaminés. Os motores tinham uma potência indicada de 9 110 cavalos-vapor (6,7 mil quilowatts) para uma velocidade máxima de dezenove nós (35 quilômetros por hora). Durante seus testes marítimos alcançou 20,5 nós (38 quilômetros por hora) a partir de 9 966 cavalos-vapor (7 328 quilowatts). O Gefion podia carregar até 860 toneladas de carvão, o que proporcionava uma autonomia de 3,5 mil milhas náuticas (6,5 mil quilômetros) a uma velocidade de doze nós (22 quilômetros por hora). A energia elétrica era produzida por três geradores para quarenta quilowatts a 67 volts.

### Armamento e blindagem
O armamento principal do Gefion era composto por dez canhões calibre 35 de 105 milímetros instalados em montagens individuais giratórias. Duas ficavam lado a lado na proa, outras duas ficavam lado a lado na popa, outras quatro ficavam entre a última chaminé e o mastro principal; todas estas estavam no convés superior e possuíam escudos para proteção. Os dois canhões principais restantes ficavam um convés abaixo em embrasuras na altura da primeira chaminé. Cada arma tinha um suprimento de 807 projéteis, tendo um alcance máximo de 10,8 quilômetros. O navio também foi equipado com seis canhões calibre 40 de 50 milímetros, cada um com um carregamento de 1,5 mil projéteis. Estas armas ficavam em montagens individuais, duas localizadas na proa em embrasuras e as restantes ao lado da segunda chaminé. Tinham um alcance máximo de 6,2 quilômetros. O cruzador por fim tinha dois tubos de torpedo de 450 milímetros em montagens no convés, carregando um total de cinco torpedos.
Havia um fino convés blindado feito de aço, porém ele cobria apenas as salas de máquinas. O convés tinha 25 milímetros de espessura com laterais inclinadas de trinta milímetros. Acima das máquinas ficava um glacis de cem milímetros de espessura com uma camada de 180 milímetros de teca que cobria os cilindros dos motores. Uma pequena seção de 25 milímetros cobria os equipamentos de direção na popa. Também haviam braçadeiras de quarenta milímetros de espessura nas bases das chaminés.

## Carreira

### Início de serviço
O batimento de quilha do Gefion ocorreu em 28 de março de 1892 nos estaleiros da Schichau-Werke em Danzig, com o casco completo sendo lançado ao mar em 31 de março de 1893. O imperador Guilherme II compareceu ao lançamento, enquanto o discurso foi feito pelo capitão de mar conde Kurt von Haugwitz, o diretor do Estaleiro Imperial de Danzig. Os testes marítimos começaram em Kiel em 27 de junho de 1894 e duraram até 2 de outubro. Defeitos sérios de projeto, especialmente ventilação ruim, foram revelados durante os testes, necessitando de modificações no Estaleiro Imperial de Kiel. Foi colocado na reserva ao final dos testes. Os trabalhos de modificação duraram até meados de 1895 e o navio ficou pronto para ser comissionado em 5 de junho de 1895. Neste mesmo mês esteve presente para as celebrações de inauguração do Canal Imperador Guilherme.

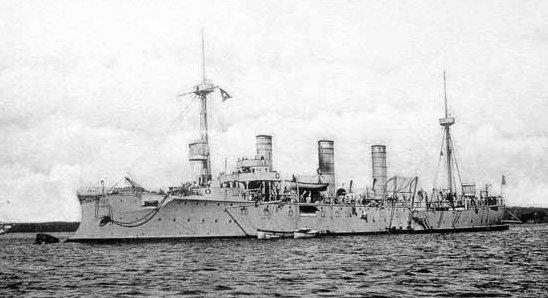
O Gefion na década de 1890

Em julho escoltou Guilherme a bordo do iate SMY Hohenzollern em uma visita ao rei Óscar II da Suécia e depois à Regata de Cowes no Reino Unido. Os dois navios em seguida visitaram Leith no estuário do rio Forth. Ambos voltaram para Wilhelmshaven em 17 de agosto e o Gefion participou das manobras anuais de outono da frota. Durante esta, o cruzador, dois barcos torpedeiros e um navio de resgate procuraram pelo barco torpedeiro naufragado SMS S 41 na Baía de Jammer no dia 28. Uma segunda tentativa foi feita em 24 de setembro, mas também fracassada. Depois disso retomou seus deveres de escolta do Hohenzollern e durante este período também realizou mais testes marítimos que confirmaram sua autonomia, que era a maior da frota alemã na época.
O Gefion foi designado em fevereiro de 1896 para atuar como um navio de guarda em Kiel. Participou de manobras no Mar Báltico entre 24 e 30 de maio como parte da II Divisão da I Esquadra, que também tinha os quatro ironclads da Classe Sachsen. O cruzador voltou a ser a escolta do Hohenzollern para uma viagem de Guilherme à Noruega em julho. Enquanto estava lá, no dia 10, o Gefion ajudou a libertar o encalhado navio francês SS Chanzy. Participou das manobras anuais de outono da frota de 9 de agosto a 15 de setembro, ocorridas no Báltico e Mar do Norte. Voltou para Kiel em 17 de setembro e retomou seus deveres de navio de guarda. Acompanhou a II Divisão pelo Kattegat e Skagerrak entre 2 e 14 de dezembro. Voltou para Kiel no início de 1897 e continuou como navio de guarda até junho. Transportou Koester em abril em uma viagem para Sassnitz a fim de participar das celebrações da inauguração do primeiro cabo telegráfico conectando a Alemanha com a Suécia. Em junho o Gefion passou a ser usado como navio-escola para foguistas da frota. Durante este período escoltou o Hohenzollern mais uma vez, desta vez para uma regata na foz do rio Elba, enquanto em julho os dois seguiram para mais uma viagem para a Noruega e Suécia.
O cruzador voltou para Kiel em 30 de julho, mas escoltou o Hohenzollern até Kronstadt de 4 a 13 de agostou para que Guilherme visitasse o imperador Nicolau II da Rússia; para esta viagem teve a companhia da I e II Divisões da Frota Doméstica. Depois disso o Gefion participou das manobras de outono, que duraram até 22 de setembro. Em seguida foi passar por manutenção periódica em Kiel. Estes trabalhos terminaram em dezembro e o navio foi designado para a recém-formada II Divisão da Esquadra do Sudeste Asiático. A divisão era comandada pelo príncipe Henrique da Prússia, irmão do imperador, que tinha de capitânia o cruzador blindado reconstruído SMS Deutschland. A terceira embarcação da divisão era o Kaiserin Augusta. Os três navios deixaram a Alemanha em 15 de dezembro, com Guilherme instruindo as tripulações "Se alguém tentar impedi-los de exercer adequadamente nossos direitos legítimos, vá até ele com um punho de ferro". A divisão seguiu para a recém conquistada base de Tsingtau no Território Arrendado da Baía de Kiauchau, na China. Chegaram em 5 de maio de 1898 e se encontraram com o resto da esquadra, que era comandada pelo vice-almirante Otto von Diederichs.

### Sudeste Asiático

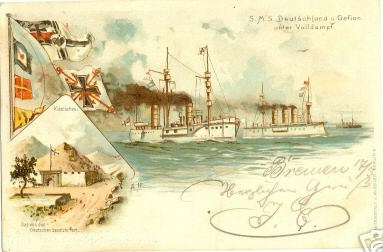
Cartão postal de 1899 do Deutschland e Gefion na Esquadra da Ásia Oriental

Pouco depois da chegada da II Divisão, a Marinha dos Estados Unidos destruiu a frota espanhola na Batalha da Baía de Manila durante a Guerra Hispano-Americana. Diederichs destacou o Gefion para investigar a situação em Manila em uma tentativa de manobrar a Alemanha para garantir algumas posses coloniais nas Filipinas ou até mesmo conseguir que um príncipe alemão ficasse com um possível trono filipino. O cruzador foi para Kiauchau em março de 1899 em resposta aos maus-tratos sofridos por missionários alemães no local. O capitão-tenente Franz Grapow desembarcou com uma equipe de 132 fuzileiros e artilheiros para punir os infratores.
Henrique substituiu Diederichs como o comandante da esquadra em abril. Neste mesmo mês o Gefion precisou deixar o porto de Woosung para ajudar o Deutschland, que tinha sofrido danos no seu motor. Ao final do mês o Gefion navegou pelo rio Yangtzé até Hankou. Depois disso visitou em junho portos no Japão, incluindo Nagasaki, e em agosto fez uma visita a Vladivostok na Rússia. Neste mesmo mês auxiliou o Deutschland outra vez, agora depois deste ter batido em um recife em Fuquiém, escoltando-o para Hong Kong a fim de passar por reparos. Os dois se encontraram no final do ano em Bangkok no Sião, com o Deutschland então levando Henrique de volta para a Alemanha. O vice-almirante Felix von Bendemann chegou em janeiro de 1900 para assumir o comando da Esquadra da Ásia Oriental, tendo o cruzador protegido SMS Hertha como capitânia. O Gefion e o resto da esquadra navegaram pelas colônias da Nova Guiné Alemã durante a primeira metade do ano.
A agitação que iniciou o Levante dos Boxers na China se espalhou até o final de maio de 1900 pela Península de Xantum, particularmente ao redor de Tsingtau. A Esquadra da Ásia Oriental se juntou a navios de outras marinhas europeias para lançarem uma expedição sob o comando do vice-almirante britânico sir Edward Seymour. As embarcações bombardearem defesas costeiras ao sudeste de Tientsin e enviaram uma força expedicionária para a Batalha dos Fortes de Taku entre 16 e 17 de junho. O contingente do Gefion foi comandado pelo capitão-tenente Otto Weniger; estes homens participaram de um ataque ao Arsenal do Grande Hsi-Ku em Tientsin. O cruzador ficou estacionado na foz do Yangtzé a partir de meados de julho com o objetivo de monitorar o tráfego marítimo na área. Em novembro foi passar por manutenção em Hong Kong. O oficial comandante do navio foi temporariamente enviado para governar Tientsin em janeiro de 1901 depois do governador ter adoecido. O Gefion ficou em Nagasaki entre fevereiro e abril, enquanto em junho foi para Xangai. Permaneceu no local até setembro, quando recebeu ordens de voltar para a Alemanha. Partiu em 22 de setembro e chegou em casa em 1º de outubro.

### Fim de serviço
Foi descomissionado no dia que chegou na Alemanha para passar por reformas. Os trabalhos ocorreram de dezembro de 1901 até 1904 no Estaleiro Imperial de Wilhelmshaven. Novos e mais poderosos geradores foram instalados, o convés superior foi fechado e os canhões de 105 milímetros localizados no convés superior foram transferidos para aberturas no casco. As duas armas de 50 milímetros que ficavam ao lado da segunda chaminé foram movidas para a terceira chaminé. O Gefion permaneceu fora de serviço na reserva depois dos trabalhos terem sido finalizados. A Primeira Guerra Mundial começou em agosto de 1914 e o Almirantado ordenou que o navio fosse reativado, com o capitão de corveta Waldeyer sendo colocado no comando no dia 10. Entretanto, uma tripulação não pode ser reunida por escassez de marinheiros e a embarcação não podia ser colocada de volta na reserva. Waldeyer foi transferido para outro navio em 21 de agosto. O Gefion foi transferido para Danzig em 1916 e usado como alojamento flutuante para tripulações de navios que estavam passando por reparos no Estaleiro Imperial. Permaneceu no local pelo restante da guerra e foi removido do Diretório da Marinha em 5 de novembro de 1919.
Foi vendido para a Norddeutsche Tiefbaugesellschaft e convertido em um cargueiro movido a diesel, sendo renomeado para Adolf Sommerfeld em 1920. Foi comprado junto com o antigo couraçado pré-dreadnought SMS Brandenburg, de onde materiais foram tirados para a conversão do Gefion. Os depósitos de munição e a maioria das salas de máquinas foram convertidos de porões de carga. Seus novos motores a diesel foram tirados dos submarinos incompletos SM U-115 e SM U-116, tendo uma velocidade máxima de onze nós (vinte quilômetros por hora) e uma capacidade de carga de 2,6 mil toneladas. A conversão não foi particularmente bem-sucedida e só foi feita por conta da enorme escassez de cargueiros ao final da guerra. Isto se deu por conta de seu casco estreito e a quantidade significativa de compartimentalização interna, o que prejudicava seu uso como cargueiro. Consequentemente, o Adolf Sommerfeld serviu apenas brevemente e foi desmontado como sucata na Danziger Hoch- und Tiefbau em Danzig em 1923.